# Kemnitz-Vermutung
Die Kemnitz-Vermutung ist ein inzwischen bewiesenes Theorem der additiven Zahlentheorie. Sie besagt, dass jede Menge von Gitterpunkten in der Ebene eine große Teilmenge hat, deren Schwerpunkt wieder ein Punkt des Gitters ist.

## Formulierung
Sei {\displaystyle n} eine natürliche Zahl und {\displaystyle S} eine Menge von {\displaystyle 4n-3} Punkten eines Gitters. Dann existiert eine Teilmenge {\displaystyle L\subset S} der Größe {\displaystyle n}, sodass der Schwerpunkt von {\displaystyle L} ein Punkt des Gitters ist.

## Geschichte
Die Vermutung wurde 1983 von Arnfried Kemnitz formuliert. Sie ist eine Verallgemeinerung des Theorems von Erdös-Ginzburg-Ziv, das im eindimensionalen Fall besagt, dass jede Menge von {\displaystyle 2n-1} ganzen Zahlen eine Teilmenge der Größe {\displaystyle n} hat, deren arithmetisches Mittel wieder eine ganze Zahl ist. Im Jahr 2000 bewies Lajos Rónyai eine schwächere Behauptung für {\displaystyle 4n-2} Gitterpunkte. 2003 wurde die Vermutung von Christian Reiher unter der Benutzung des Chevalley-Warning-Theorems bewiesen. Unabhängig davon gelang auch Carlos di Fiore ein Beweis.